# Estación de Oberbuchsiten
La estación de Oberbuchsiten es una estación ferroviaria de la comuna suiza de Oberbuchsiten, en el Cantón de Soleura.

## Historia y situación
La estación de Oberbuchsiten fue inaugurada en el año 1876 con la puesta en servicio del tramo Olten - Soleura de la línea Olten - Lausana, también conocida como la línea del pie del Jura.
Se encuentra ubicada en el borde sureste del núcleo urbano de Oberbuchsiten. Cuenta con un andén central al que acceden dos vías pasantes, a las que hay que sumar una vía pasante más y una vía muerta. En el noreste de la estación existen varias derivaciones para dar servicio a industrias.
En términos ferroviarios, la estación se sitúa en la línea Olten - Lausana, que prosigue hacia Ginebra y la frontera francosuiza, conocida como la línea del pie del Jura. Sus dependencias ferroviarias colaterales son la estación de Egerkingen hacia Olten y la estación de Oensingen en dirección Lausana.

## Servicios ferroviarios
Los servicios ferroviarios de esta estación están prestados por SBB-CFF-FFS:

### Regional
- R Biel/Bienne - Soleura - Olten. Cuenta con trenes cada hora en ambos sentidos.
- R Olten - Soleura - Langendorf (- Oberdorf). Servicios cada hora entre Olten y Langendorf, siendo algunos trenes prolongados hasta Oberdorf.